# شاهین: یک پرنده در خطر است
شاهین: یک پرنده در خطر است (به هندی: Baaz: A Bird in Danger) فیلمی محصول سال ۲۰۰۳ و به کارگردانی تینو ورما است. در این فیلم بازیگرانی همچون سونیل شتی، کاریسما کاپور، جکی شروف، دینو مورئا، پریتی جانگیانی، آدیتی گویتریکار ایفای نقش کرده‌اند.